# Медерове
Меде́рове (на старих картах Мердерове) — село в Україні, в Аджамській сільській громаді Кропивницького району Кіровоградської області. Населення становить 167 осіб.

## Цікаві історичні відомості
|  | ..Єлизавета Григорівна Тьомкіна (народилася 13 липня 1775 в Москві), за переказами, була дочкою Г. О. Потьомкіна і Катерини II, які були таємно вінчані. Отримала прізвище Тьомкіна (скорочено від Потьомкіна). Новонароджену Г. О. Потьомкін віддав на виховання сестрі Марії Олександрівні Самойловій, а опікуном був призначений його племінник Олександр Миколайович Самойлов. Землевласниці Херсонської губернії Херсонського повіту: при с. Медерове 7500 дес. (Що дісталася від графа А.Н.Самойлова / 190 душ кріпаків / на 1808 р.) .. |

|  | 16 (03) декабря 1907 года Телеграммы: «С.-Петербургскаго телеграфнаго агентства». НИКОЛАЕВ. На станции Медерово, Харьково-Николаевской ж. д., курьерский поезд потерпел крушение. Разбиты паровоз и 3 вагона III класса и один вагон II класса. Во время переполоха воры грабили пассажиров. |

## Медерове в рокиГолодомору 1922—1933
|  | У 33-му на станції Медеровій зерно у вагонах гнило, а людям нічого не давали. Натомість розганяли ешелони, на швидкості розкривали вагони і розсипали зерно. Зголоднілі люди приходили до колій і їли пріле зерно, таким чином, труїлися і помирали зразу.. |

Записала: Гетьман Людмила Іванівна у січні 2000 року, Буланівка.

## Скіфськийкурган

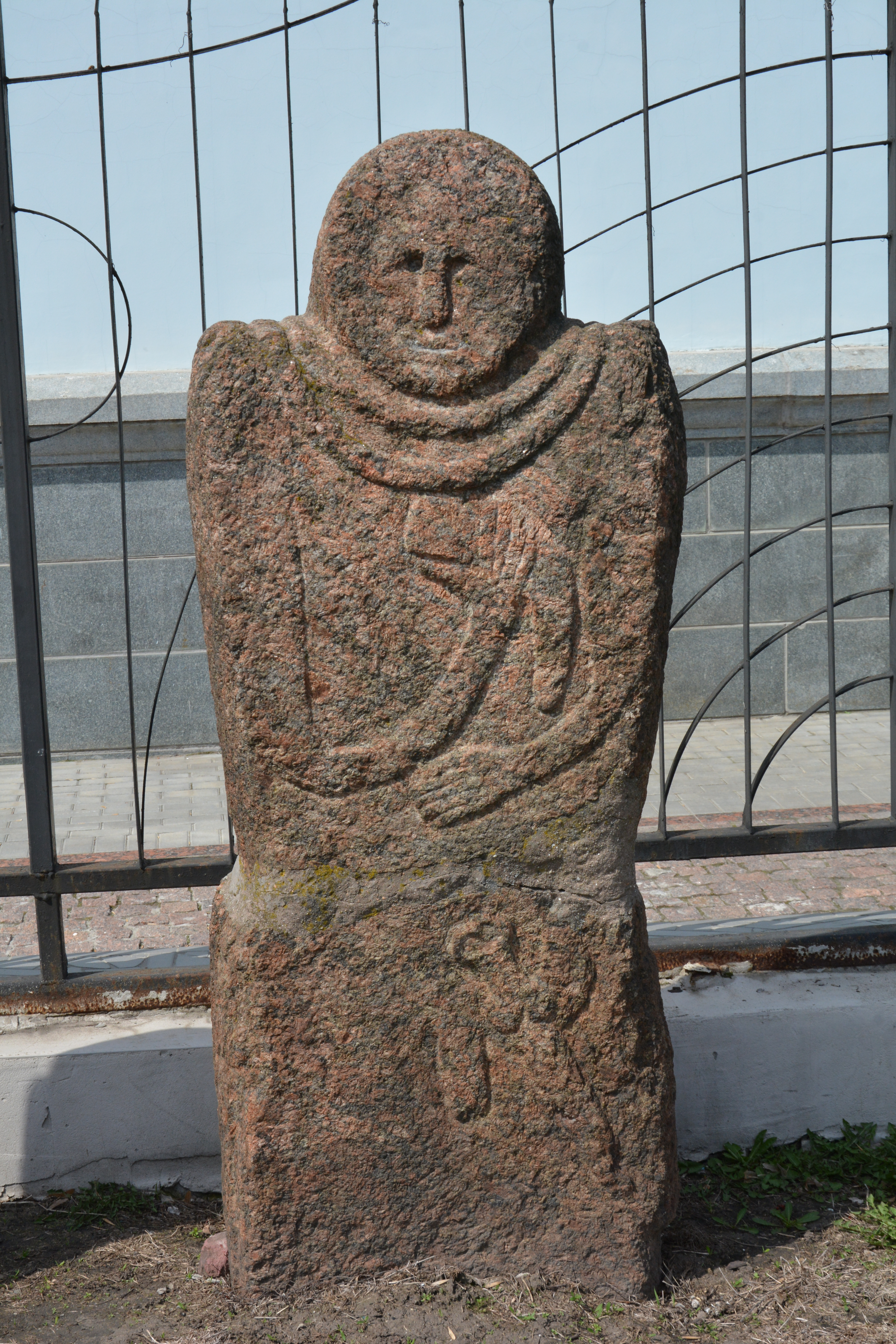
Скіфська статуя VI—V ст. до н. е. Граніт червоно-чорний. Медерове (Кіровоградський район). 1964. О. І. Тереножкін.

«..При підготовці дисертації, вчена Нінель Михайлівна Бокій на просторах окресленого регіону виокремила чимало пам'яток скіфського часу, які значною мірою сприяли переосмисленню історії та матеріальної культури скіфів. Визначальними серед наукових здобутків Нінель Михайлівни стали скіфські пам'ятки і речі з них, знайдені в кургані в с. Медерове Кіровоградського району..»
 «..У 1974 р. у журналі „Советская археология“ науковцем були опубліковані унікальні матеріали з розкопок скіфського кургану V ст. до н. е. біля с. Медерево. Курган було досліджено ще в 1964 р. археологічною експедицією ІА АН УРСР під керівництвом О. І. Тереножкіна та за участі Н. М. Бокій. У своїй публікації автор привертає увагу наукової спільноти до особливостей поховального обряду — радіальна викладка зрубу та спалення дерев'яної гробниці досить рідко зустрічається у скіфському середовищі. На сьогодні відомо лише п'ять пам'яток з використанням подібного обряду. Стела встановлена на кургані із зображенням скіфа-воїна та складний ритуал самого поховання засвідчують, що у Медерівському кургані знайшов свій останній притулок представник скіфської військової знаті..„
 “..В кургане у с. Медерово в погребении у северо-западной стены ямы найдены череп и кости ног коня, рядом с которыми находились кости овцы и различный инвентарь, у том числе детали узды, а у юго-восточной стены — обуглившийся скелет коня Бокий 1974..„
 “..В Медерове домовина была построена прямо на земле и закрыта как шатром длинными бревнами, образовавшими после сожжения костра огромное кострище в 20 м в поперечнике. Слой обожженной земли достигал 2 м толщины..»

## «Є люди котрі все своє життя віддали служінню залізниці, і ніколи про це не пошкодували»
Микола Аврамович Усатенко народився 9 серпня 1930 року в селі Аджамка Кіровоградської області. Семирічку закінчив у селі Васино Знам'янського району, де й пройшли юнацькі роки. Після закінчення залізничного училища у місті Знам'янка одержав на! правлення на роботу бригадиром колії в колійну колону Знам'янської дистанції колії. На 7му околотку станції Медерово М. А. Усатенко пропрацював до виходу на пенсію у 1993 році з перервою лише на військову службу. А це 44 роки тяжкої роботи колійника і в непогоду, і в морози, і в спеку. Кілометри і станційні колії, які обслуговувала бригада Миколи Аврамовича, після проходу колій! новимірювального вагона завжди оцінювалась на «відмінно» та «добре». Усатенко Микола Аврамович за час роботи в Знам'янській дистанції колії неодноразово нагороджувався керівництвом дистанції та залізниці. Нині він виконує депутатську роботу, є головою ради ветеранів Новоолександрівської сільської ради. А ще він гарний господар і люблячий батько. Разом з дружиною виховали трьох дітей — Віталія, Миколу та Галину

## Населення
Згідно з переписом УРСР 1989 року чисельність наявного населення села становила 187 осіб, з яких 70 чоловіків та 117 жінок.
За переписом населення України 2001 року в селі мешкало 165 осіб.

### Мова
Розподіл населення за рідною мовою за даними перепису 2001 року:
| Мова       | Відсоток |
| ---------- | -------- |
| українська | 91,62 %  |
| російська  | 5,99 %   |
| білоруська | 1,20 %   |
| молдовська | 1,20 %   |